# Коді Годжсон
Коді Годжсон (англ. Cody Hodgson, нар. 18 лютого 1990, Торонто) — колишній канадський хокеїст, що грав на позиції центрального нападника. Грав за збірну команду Канади.

## Ігрова кар'єра
Хокейну кар'єру розпочав 2004 року.
2008 року був обраний на драфті НХЛ під 10-м загальним номером командою «Ванкувер Канакс». 
Протягом професійної клубної ігрової кар'єри, що тривала 8 років, захищав кольори команд «Ванкувер Канакс», «Баффало Сейбрс» та «Нашвілл Предаторс».
Загалом провів 340 матчів у НХЛ, включаючи 12 ігор плей-оф Кубка Стенлі.
Був гравцем молодіжної збірної Канади, у складі якої брав участь у 17 іграх. Виступав за національну збірну Канади, провів 8 ігор в її складі.

## Нагороди та досягнення
- Трофей Вільяма Генлі (ОХЛ) — 2009.
- Трофей Реда Тілсона (ОХЛ) — 2009.
- Учасник матчу усіх зірок НХЛ — 2012.

## Статистика

### Клубні виступи
| Сезон        | Клуб                 | Ліга         | Регулярний сезон | Регулярний сезон | Регулярний сезон | Регулярний сезон | Регулярний сезон | Плей-оф | Плей-оф | Плей-оф | Плей-оф | Плей-оф |
| Сезон        | Клуб                 | Ліга         | І                | Г                | П                | О                | ШХ               | І       | Г       | П       | О       | ШХ      |
| ------------ | -------------------- | ------------ | ---------------- | ---------------- | ---------------- | ---------------- | ---------------- | ------- | ------- | ------- | ------- | ------- |
| 2004–05      | «Маркем Вакерс»      | ОПЮХЛ        | 2                | 0                | 1                | 1                | 0                | —       | —       | —       | —       | —       |
| 2004–05      | «Маркем Вакерс»      | ОХА          | 59               | 51               | 48               | 99               | 36               | —       | —       | —       | —       | —       |
| 2005–06      | «Маркем Вакерс»      | ОХА          | 30               | 27               | 24               | 51               | 22               | 15      | 13      | 14      | 27      | 8       |
| 2006–07      | «Брамптон Бетальєн»  | ОХЛ          | 63               | 23               | 23               | 46               | 24               | 4       | 1       | 3       | 4       | 0       |
| 2007–08      | «Брамптон Бетальєн»  | ОХЛ          | 68               | 40               | 45               | 85               | 36               | 5       | 5       | 0       | 5       | 0       |
| 2008–09      | «Брамптон Бетальєн»  | ОХЛ          | 53               | 43               | 49               | 92               | 33               | 21      | 11      | 20      | 31      | 18      |
| 2008–09      | «Манітоба Мус»       | АХЛ          | —                | —                | —                | —                | —                | 11      | 2       | 4       | 6       | 4       |
| 2009–10      | «Брамптон Бетальєн»  | ОХЛ          | 13               | 8                | 12               | 20               | 9                | 11      | 3       | 7       | 10      | 4       |
| 2010–11      | «Манітоба Мус»       | АХЛ          | 52               | 17               | 13               | 30               | 14               | —       | —       | —       | —       | —       |
| 2010–11      | «Ванкувер Канакс»    | НХЛ          | 8                | 1                | 1                | 2                | 0                | 12      | 0       | 1       | 1       | 2       |
| 2011–12      | «Ванкувер Канакс»    | НХЛ          | 63               | 16               | 17               | 33               | 8                | —       | —       | —       | —       | —       |
| 2011–12      | «Баффало Сейбрс»     | НХЛ          | 20               | 3                | 5                | 8                | 2                | —       | —       | —       | —       | —       |
| 2012–13      | «Рочестер Американс» | АХЛ          | 19               | 5                | 14               | 19               | 10               | —       | —       | —       | —       | —       |
| 2012–13      | «Баффало Сейбрс»     | НХЛ          | 48               | 15               | 19               | 34               | 20               | —       | —       | —       | —       | —       |
| 2013–14      | «Баффало Сейбрс»     | НХЛ          | 72               | 20               | 24               | 44               | 20               | —       | —       | —       | —       | —       |
| 2014–15      | «Баффало Сейбрс»     | НХЛ          | 78               | 6                | 7                | 13               | 12               | —       | —       | —       | —       | —       |
| 2015–16      | «Нашвілл Предаторс»  | НХЛ          | 39               | 3                | 5                | 8                | 6                | —       | —       | —       | —       | —       |
| 2015–16      | «Мілвокі Едміралс»   | АХЛ          | 14               | 4                | 7                | 11               | 0                | —       | —       | —       | —       | —       |
| Усього в НХЛ | Усього в НХЛ         | Усього в НХЛ | 328              | 64               | 78               | 142              | 68               | 12      | 0       | 1       | 1       | 2       |

### Збірна
| Рік                | Команда            | Турнір             | Місце              | І  | Г  | П  | О  | ШХ |
| ------------------ | ------------------ | ------------------ | ------------------ | -- | -- | -- | -- | -- |
| 2007               | Канада             | МІГ                | 4-е                | 4  | 3  | 2  | 5  | 4  |
| 2008               | Канада             | U18                | 1                  | 7  | 2  | 10 | 12 | 8  |
| 2009               | Канада             | МЧС                | 1                  | 6  | 5  | 11 | 16 | 2  |
| 2014               | Канада             | ЧС                 | 5-е                | 8  | 6  | 2  | 8  | 4  |
| Молодіжна збірна   | Молодіжна збірна   | Молодіжна збірна   | Молодіжна збірна   | 17 | 10 | 23 | 33 | 14 |
| Національна збірна | Національна збірна | Національна збірна | Національна збірна | 8  | 6  | 2  | 8  | 4  |